# Cedro en el Parque del Retiro, Madrid (España)
El Cedro en el Parque del Retiro (Cedrus libani), es un árbol singular centenario que se ubica en el Parque del Retiro de Madrid. Está incluido en el catálogo de Árboles singulares de la Comunidad de Madrid y forma parte del Paisaje de la Luz, un paisaje cultural que fue declarado Patrimonio de la Humanidad el 25 de julio de 2021.

## Descripción
Se trata de un Cedrus libani de 120 años incluido en el catálogo de Árboles singulares de la Comunidad de Madrid. Tiene 33 metros de altura, con un diámetro de copa de 11 metros y un perímetro del tronco de 3.30 metros. Se ubica en el encuentro de la Avenida del Perú con la Plaza de Guatemala, en el interior del parque, a escasos metros del monumento del General Martínez Campos.
Los cedros, son grandes árboles que pueden alcanzar los 25 a 50 metros de altura, poseen hojas perennes agujetadas y cortas (de 2 a 4 cm), y algunas un poco puntiagudas y largas (de 3 a 6 cm). Las flores, en inflorecencias, son pequeñas y con un olor característico similar al del ajo. El fruto es una cápsula de muchas semillas aladas.
La madera de estos árboles, es de color rojizo a moreno claro, de grano fino, compacta, ligera, aromática, fuerte, durable en el interior, resistente a los insectos, estable y fácil de trabajar. Se utiliza para fabricar muebles y puertas. Muy usada en ebanistería, instrumentos musicales, esculturas y tallados, también en aeromodelismo, juguetes y artesanía, chapas y molduras, aparatos de precisión, cajas para tabacos entre otros.